# Aliaksiej Palujan
Aliaksiej Palujan (ur. 18 października 1989 w Baranowiczach) – białoruski reżyser, scenarzysta i producent filmowy. Twórca filmów dokumentalnych i fabularnych, uczestnik międzynarodowych festiwali filmowych.
Jest absolwentem baranowickiego Gimnazjum nr 4. W 2012 roku ukończył Białoruski Państwowy Uniwersytet Informatyki i Radioelektroniki i rozpoczął studia na Wydziale Kina i Telewizji Akademii Sztuk Pięknych w Kassel. Jego pełnometrażowy film dokumentalny pt. Odwaga (2021), poświęcony protestom narodu białoruskiego przeciwko reżimowi Łukaszenki, został zaprezentowany w ramach pokazów pozakonkursowych na 71. MFF w Berlinie.

## Filmografia
Opracowano na podstawie materiału źródłowego.
- 2013 – Сафія (pol. Sofiia)
- 2015 – Вяртанне (pol. Powrót)
- 2017 – Край жанчын (pol. Kraj kobiet)
- 2018 – Парушэнне спакою (pol. Naruszenie spokoju)
- 2019 – Возера радасці (pol. Jezioro radości)
- 2021 – Кураж (pol. Odwaga)